# Unterseeboot U-121 (1918)
Pour les autres navires du même nom, voir Unterseeboot 121.
L'Unterseeboot U-121 est un sous-marin mouilleur de mines à longue portée de type UE II de la marine impériale allemande destiné à servir en Méditerranée.
La marine austro-hongroise lui attribue le numéro SM U-84. Il a été construit à Hambourg, en Allemagne, par l’Aktiengesellschaft Vulcan et lancé le 20 septembre 1918. Incomplet à l’Armistice, il n’a jamais été commissionné dans la marine impériale allemande, mais s’est rendu aux Alliés à Harwich le 9 mars 1919. Remis à la France, il est coulé comme cible d’artillerie au large de Cherbourg le 1er juillet 1921.